# Resperdrina
Resperdrina là một chi bướm đêm thuộc họ Noctuidae.